# Campeonato Mundial de Patinaje de Velocidad sobre Hielo de 2020
El CXIV Campeonato Mundial de Patinaje de Velocidad sobre Hielo se celebró en Hamar (Noruega) del 28 de febrero al 1 de marzo de 2020 bajo la organización de la Unión Internacional de Patinaje sobre Hielo (ISU) y la Federación  de Patinaje sobre Hielo.
Las competiciones se realizaron en el Vikingskipet de la ciudad noruega.

## Resultados

### Masculino
| Evento                        | Oro                                         | Plata                                          | Bronce                              |
| ----------------------------- | ------------------------------------------- | ---------------------------------------------- | ----------------------------------- |
| 500 m (29.02)                 | Seitaro Ichinohe Japón 36,17 s              | Tyson Langelaar · Canadá · 36,29 s             | Shane Williamson Japón 36,31 s      |
| 1500 m (01.03)                | Patrick Roest · Países Bajos · 1:44,41      | Sverre Lunde Pedersen · Noruega · 1:45,02      | Seitaro Ichinohe Japón 1:45,85      |
| 5000 m (29.02)                | Patrick Roest · Países Bajos · 6:14,35      | Sverre Lunde Pedersen · Noruega · 6:19,40      | Jordan Belchos · Canadá · 6:20,76   |
| 10000 m (01.03)               | Patrick Roest · Países Bajos · 13:02,45     | Seitaro Ichinohe Japón 13:07,88                | Serguei Trofimov · Rusia · 13:10,47 |
| Clasificación general (01.03) | Patrick Roest · Países Bajos · 147,880 pts. | Sverre Lunde Pedersen · Noruega · 149,277 pts. | Seitaro Ichinohe Japón 149,310 pts. |

### Femenino
| Evento                        | Oro                                           | Plata                                                       | Bronce                                           |
| ----------------------------- | --------------------------------------------- | ----------------------------------------------------------- | ------------------------------------------------ |
| 500 m (29.02)                 | Karolina Bosiek · Polonia · 38,76 s           | Nana Takagi · Japón · Yelizaveta Kazelina · Rusia · 38,86 s | —                                                |
| 1500 m (01.03)                | Ireen Wüst · Países Bajos · 1:53,89           | Yevgueniya Lalenkova · Rusia · 1:54,85                      | Nana Takagi Japón 1:55,15                        |
| 3000 m (29.02)                | Martina Sáblíková · República Checa · 4:01,89 | Ivanie Blondin · Canadá · 4:02,54                           | Ireen Wüst · Países Bajos · 4:02,60              |
| 5000 m (01.03)                | Martina Sáblíková · República Checa · 6:53,94 | Ireen Wüst · Países Bajos · 7:01,68                         | Antoinette de Jong · Países Bajos · 7:02,79      |
| Clasificación general (01.03) | Ireen Wüst · Países Bajos · 159,524 pts.      | Ivanie Blondin · Canadá · 160,462 pts.                      | Antoinette de Jong · Países Bajos · 160,631 pts. |

## Medallero
- Solo se otorgan medallas en la clasificación general.

| Núm. | País         | Oro | Plata | Bronce | Total |
| ---- | ------------ | --- | ----- | ------ | ----- |
| 1    | Países Bajos | 2   | 0     | 1      | 3     |
| 2    | Canadá       | 0   | 1     | 0      | 1     |
| 2    | Noruega      | 0   | 1     | 0      | 1     |
| 4    | Japón        | 0   | 0     | 1      | 1     |
|      | TOTAL        | 2   | 2     | 2      | 6     |